# Ханан Тарік
Ханан Тарік (амх. ሃናን ታሪክ; 30 червня 1994 року, Аддис-Абеба, Ефіопія) — ефіопська акторка.

## Вибіркова фільмографія
- Вони не збираються поспішати (2018)
- Посередник (2015)